# تپه کرس‌آباد
تپه کرس آباد مربوط به سدهٔ ۸–۶ ه.ق است و در شهرستان ارومیه، بخش سیلوانه، دهستان ترگور، ۲ کیلومتری جنوب غرب روستای بالولان واقع شده و این اثر در تاریخ ۲۵ آبان ۱۳۸۷ با شمارهٔ ثبت ۲۳۵۲۵ به‌عنوان یکی از آثار ملی ایران به ثبت رسیده است.